# Nul stjerner
Nul stjerner er en række tv-programmer i rejse-reportage stil, hvor to journalister rejser til ukonventionelle rejsemål og forsøger at vende den ufordelagtige situation de sætter sig i, til positive oplevelser. Programmerne er sendt på DRTV og DR2 siden 2019. Nul stjerner har op mod 700.000 seere per afsnit på DRTV.

## Indhold
Journalisten og eventyren Morten Kirckhoff tager sammen med komikeren Jan Elhøj seerne med rundt på utraditionelle rejser til utraditionelle steder. De to værter rejser gennem seks episoder per sæson, ud til afkroge af verden hvor de opsøger, hvad der bedst kan betegnes som utraditionelle, grænsende til ubehagelige, steder, for at finde gode autentiske oplevelser på trods af omstændighederne.
Programmets omdrejningspunkt er, at de steder der besøges, ville blive betragtet af de fleste, som uattraktive steder at feriere. Programmets motor er at vende de umiddelbart ubehagelige oplevelser, de to journalister udsætter sig selv for, til positive oplevelser. Alt i programmerne foregår i en let tone og med en humoristisk vinkel. Fælles for rejsemålene er, at de ikke nødvendigvis repræsenterer det sædvanlige billede, der normalt ses af de nævnte rejsemål.
Første sæson af Nul stjerner er oprindeligt sendt på Danmarks Radio i juli 2019. Serien er produceret af Liquidminds Production.
Nul Stjerner har været nomineret til en Zulu Award, for bedste originale program samt TV-Prisen.

## Serieoversigt

### Sæson 1 (2019)
| Nr. i serie | Nr. i sæson | Titel                          | Oprindelig sendedato |
| --- | ----------- | ------------------------------ | -------------------- |
| 1 | 1           | "Forlænget weekend i Albanien" | 1. juli 2019 (DRTV)  |
| I Albanien tjekker Jan og Morten ind på et af landets mest lumre hoteller, smager på eksotiske delikatesser og dykker ned i den kommunistiske fortid, hvor diktatoren Enver Hoxha regerede i over 40 år. |             |                                |                      |
| 2 | 2           | "Roadtrip i Georgien"          | 1. juli 2019 (DRTV)  |
| Jan og Morten tager på roadtrip i Georgien i en Lada Niva, hvor endemålet er en 40 meter høj klippe, som de håber at bestige. På vejen besøger de Stalins fødeby, Gori, hvor den tidligere diktator hyldes som en folkehelt, og så kæmper de med at holde promillen nede, når den georgiske gæstfrihed presser sig på. |             |                                |                      |
| 3 | 3           | "Storbyferie i Kairo"          | 1. juli 2019 (DRTV)  |
| I den egyptiske hovedstad, Kairo, tjekker Jan og Morten ind på et hotel, hvor nattesøvnen bliver udfordret. De besøger Garbage City, hvor 60.000 egyptere lever midt i en stor ildelugtende losseplads, og så lokker en af Kairos berygtede turistkrejlere dem med til et lokalt bryllup.                              |             |                                |                      |
| 4 | 4           | "Vinferie i Moldova"           | 1. juli 2019 (DRTV)  |
| Jan og Morten rejser til Moldova, som er et af verdens mindst besøgte lande. Moldova har en rig tradition for vinproduktion, derfor står Jan og Mortens rejse i druens tegn. Her smager de sig gennem 5000 års vintraditioner og kommer i audiens hos en "sigøjnerkonge".                                              |             |                                |                      |
| 5 | 5           | "Skiferie i Ukraine"           | 1. juli 2019 (DRTV)  |
| I Ukraine drager Jan og Morten på skiferie på lavbudget til et isoleret skisportssted, Dragobrat. Her kan man købe håndvåben i den lokale kiosk, og sikkerheden på pisterne er på eget ansvar. Jan skal på den ukrainske skiskole, og Morten jagter den ultimative off pist disciplin, catskiing.                      |             |                                |                      |

### Sæson 2 (2020)
| Nr. i serie | Nr. i sæson | Titel                            | Oprindelig sendedato |
| --- | ----------- | -------------------------------- | -------------------- |
| 6 | 1           | "Roadtrip i udkants-Japan"       | 23. juli 2020 (DRTV) |
| Jan og Morten rejser på roadtrip i udkants Japan. Målet er den sagnomspundne dukkeby Nagoro. Undervejs tjekker de ind på landets billigste hotel, smager på den livsfarlige fugufisk og overnatter hos to lokale pensionister. |             |                                  |                      |
| 7 | 2           | "Storbyferie i Tokyo"            | 23. juli 2020 (DRTV) |
| Jan og Morten er ankommet til Tokyo. Her lejer de en "onkel" og dykker ned i byens seksuelle kulturliv , som bl.a. byder på automater med brugte dametrusser.                                                                  |             |                                  |                      |
| 8 | 3           | "Ferie i landet der ikke findes" | 23. juli 2020 (DRTV) |
| Jan og Morten er rejst til Transnistrien. Her møder de en mystisk "sheriff" og prøver eksotisk bi-massage ved Verdens ende. |             |                                  |                      |
| 9 | 4           | "På toppen af Sverige"           | 23. juli 2020 (DRTV) |
| Jan og Morten lander i Sveriges nordligste by, og her får de historien om det oprindelige folk, samerne. Turen byder også på både kaffeost og surströmming, og så slutter de af med at sove på bunden af en sø.                |             |                                  |                      |
| 10 | 5           | "På provinsferie i Gedser"       | 23. juli 2020 (DRTV) |
| Jan og Morten er taget til Danmarks sydligste punkt: Gedser. På byens eneste hotel bliver de opvartet med peanutrejer, og senere møder de en passioneret krokodilleejer.                                                       |             |                                  |                      |
| 11 | 6           | "På camping i Sydtyskland"       | 23. juli 2020 (DRTV) |
| Jan og Morten tager på roadtrip i Sydtyskland i en autocamper. Her møder de blandt andet Tysklands ukronede schlagerkonge Heino, besøger verdens største grise-museum og går på opdagelse i byen, hvor kukuret er født.        |             |                                  |                      |

### Sæson 3 (2021)
| Nr. i serie | Nr. i sæson | Titel                        | Oprindelig sendedato |
| --- | ----------- | ---------------------------- | -------------------- |
| 12 | 1           | "Tømmerflådeferie i Holland" | 8. juli 2021 (DRTV)  |
| Morten og Jan sejler på tømmerflåde på opdagelsesrejse på de hollandske kanaler, for at komme helt tæt på de lokale. De lærer alt om hvor god en opfindelse træsko er, møder manden der laver døde dyr om til droner og ryger på coffeeshop, mens de prøver at forstå hvad der er op og ned ifht. legaliseringen af cannabis. |             |                              |                      |
| 13 | 2           | "Scooterferie i Grækenland"  | 8. juli 2021 (DRTV)  |
| Morten og Jan tager på scooterferie på jagt efter det uspolerede Grækenland for at undersøge, om der er håb for det plagede land, der har været hårdt ramt af kriser og tragedier. De tæsker blæksprutter, krammer oliventræer og prøver at overnatte på et forladt dansk smuglerskib, der er skyllet op på stranden.         |             |                              |                      |
| 14 | 3           | "Roadtrip i Transsylvanien"  | 8. juli 2021 (DRTV)  |
| Morten og Jan rejser til det sagnomspundne Transsylvanien på jagt efter historien om Dracula. De overnatter i Europas mest hjemsøgte skov, bliver drukket i hegnet af en lokal pálinka-brænder og besøger Draculas slot. |             |                              |                      |
| 15 | 4           | "Forlænget weekend i Polen"  | 8. juli 2021 (DRTV)  |
| I Polen starter Morten og Jans eventyr på Hotel Start, Polens dårligste anmeldte hotel. De besøger den største beboelsesblok i Katowice og drikker øl med landets største ølkrussamler. |             |                              |                      |
| 16 | 5           | "Cykelferie i Liechtenstein" | 8. juli 2021 (DRTV)  |
| Morten og Jan tager på cykeltur, på bycykler, for at undersøge om Europas mindste og rigeste land har noget at byde på. De møder en milliardær, spiser hans skinkepålæg, trækker afsted med en lama og sover i minus 13C. De får også hjælp fra uventet side, når cyklen bryder sammen.                                       |             |                              |                      |
| 17 | 6           | "Vinterferie på Bornholm"    | 8. juli 2021 (DRTV)  |
| Bornholm bliver nu markedsført som en vinterdestination. Jan og Morten prøver lykken, selv om det bliver en kold fornøjelse. De prøver at få adgang til de "underjordiske" og lærer desuden bornholmsk. |             |                              |                      |

### Sæson 4 (2022)
| Nr. i serie | Nr. i sæson | Titel                          | Oprindelig sendedato |
| --- | ----------- | ------------------------------ | -------------------- |
| 18 | 1           | "Langt ude i Ungarn"           | 30. juni 2022 (DRTV) |
| Denne gang går turen til Centraleuropa. De flyver til Budapest. De besøger blandt andet Europas sidste cowboys, besøger et marcipanmuseum, og så nyder de godt af den ungarske gæstfrihed, når de pludselig bliver inviteret til en noget alternativ griseslagtning.                      |             |                                |                      |
| 19 | 2           | "Roadtrip i Kirgisistan"       | 30. juni 2022 (DRTV) |
| Jan og Morten tager til det tidligere sovjetiske ferieparadis, Kirgisistan. På hesteryg oplever de den imponerende kirgisiske natur og overnatter i en jurte. Endemålet for turen er et gammelt sovjetisk sanatorium, hvor de får sig en wellness-oplevelse langt ud over det sædvanlige. |             |                                |                      |
| 20 | 3           | "Forlænget weekend i Istanbul" | 30. juni 2022 (DRTV) |
| Jan og Morten rejser til Istanbul. De indkvarterer sig i ét af byens farligste områder, hvor turister anbefales at holde sig væk fra. En tur, der byder på raki, skarpladte pistoler og forladte Disney-slotte.                                                                           |             |                                |                      |
| 21 | 4           | "Gourmettur i Frankrig"        | 30. juni 2022 (DRTV) |
| Jan og Morten tager på et alternativt gourmeteventyr i Sydfrankrig. De franske delikatesser er i fokus, når de mærker snegleslim i ansigtet, smager de hellige druer på et vinkloster og sætter tænderne i ildelugtende franske oste.                                                     |             |                                |                      |
| 22 | 5           | "Ørkenferie i Qatar"           | 30. juni 2022 (DRTV) |
| Jan og Morten rejser til ørkenstaten Qatar. Undervejs oplever de alt fra kameler med robotter på ryggen og fest i forladte ruiner. |             |                                |                      |
| 23 | 6           | "Miniferie i Blackpool"        | 30. juni 2022 (DRTV) |
| Jan og Morten tager til en af de mest besøgte engelske byer, Blackpool. Hvert år besøger ca. 18 millioner mennesker Blackpool, og det er stort set kun briter. De dykker ned i byen, som er kendt som Englands "røvhul", for at finde ud af, hvorfor så mange briter tager dertil.        |             |                                |                      |

### Sæson 5, julespecial (2022)
| Nr. i serie | Nr. i sæson | Titel                          | Oprindelig sendedato           |
| --- | ----------- | ------------------------------ | ------------------------------ |
| 24 | 1           | "Juletræsmysteriet i Estland"  | 30. november 2022 (DRTV + DR2) |
| Jan og Morten rejser til Estland, hvor verdens første juletræ efter sigende blev pyntet og hejst. De får et indblik i den estiske jul, som i årtier var forbudt. Deres tur i Estland byder også på en noget gruopvækkende overnatning i et tidligere sovjetisk fængsel, en vanvittig forlystelsespark og et hotel, hvor der ifølge anmeldelserne er stor risiko for at hive kønssygdomme med hjem. |             |                                |                                |
| 25 | 2           | "Julegrasat i Tyrol"           | 7. december 2022 (DRTV + DR2)  |
| Jan og Morten rejser til Tyrol for at blive klogere på den uhyggelige østrigske juletradition – krampus. De rejser også gennem en gammel smuglerrute i de østrigske alper og ind i Schweiz. Slutmålet er en lille by ved navn Samnaun, hvor de skal deltage i VM i julemand. |             |                                |                                |
| 26 | 3           | "Julemanden findes i Finland"  | 14. december 2022 (DRTV + DR2) |
| Jan og Morten rejser til Finland. Her oplever de masser af rensdyr, hård finsk heavy metal og en saunaoplevelse i det finske vildnis. |             |                                |                                |
| 27 | 4           | "Juleglæden spredes i Danmark" | 21. december 2022 (DRTV + DR2) |
| Jan og Morten tager til Gedser igen, hvor de indkvarterer sig hos Jan på Hotel Gedser. |             |                                |                                |

### Sæson 6 (2023)
| Nr. i serie | Nr. i sæson | Titel                      | Oprindelig sendedato       |
| --- | ----------- | -------------------------- | -------------------------- |
| 28 | 1           | "Storbyferie i Delhi"      | 27. maj 2023 (DRTV + DR2)  |
| Jan og Morten er taget til Indiens hovedstad, Delhi. De oplever storbyens larm, gadekøkken og en kultur, hvor hellige køer huserer i gaderne.                                                                  |             |                            |                            |
| 29 | 2           | "Cykelferie i Sydindien"   | 3. juni 2023 (DRTV + DR2)  |
| Jan og Morten cykler gennem det sydlige Indien. Undervejs prøver de lokale delikatesser, alternative danseformer og asiatisk kampsport.                                                                        |             |                            |                            |
| 30 | 3           | "Forlænget weekend i Prag" | 10. juni 2023 (DRTV + DR2) |
| Jan og Morten rejser til Prag, hvor de prøver én af de dårligt anmeldte restauranter og turistvenlige, timebetalte hoteller. De prøver også tjekkiske ølsmagning.                                              |             |                            |                            |
| 31 | 4           | "Budgetferie i Norge"      | 17. juni 2023 (DRTV + DR2) |
| Jan og Morten tomler sig gennem det nordlige Norge. De kommer også forbi byen Voss, hvor de prøve lokale delikatesser og 100 liter øl i en gryde.                                                              |             |                            |                            |
| 32 | 5           | "Europas kedeligste land"  | 24. juni 2023 (DRTV + DR2) |
| Jan og Morten rejser til Belgien. De oplever bl.a. rejefiskeri til hest. |             |                            |                            |
| 33 | 6           | "Roadtrip i Armenien"      | 1. juli 2023 (DRTV + DR2)  |
| Jan og Morten rejser til den tidligere sovjetiske republik Armenien. De spiller bl.a. skak med skolebørn og inviteres til en klassisk armensk brunch, som indebærer koklovesuppe og vodka tidligt om morgenen. |             |                            |                            |